# ويليام ديفيز (سياسي)
ويليام ديفيز (بالإنجليزية: William Davies)‏ هو سياسي بريطاني وأسترالي (وحمل سابقاً جنسية المملكة المتحدة لبريطانيا العظمى وأيرلندا)، ولد في 1 فبراير 1824، وتوفي في 14 أغسطس 1890. انتخب عضو الجمعية التشريعية نيو ساوث ويلز.